# پیجر
پی‌جو یا پیجر دستگاه قابل‌حملی است که از آن برای دریافت پیام‌های متنی (حرف و عدد) و صوتی با کمک امواج رادیویی استفاده می‌شود. با دستگاه پی‌جو تنها می‌توان پیام را دریافت کرد و فرستادن پیام به آن با تلفن انجام می‌شود. پیجرها در دهه‌های ۱۹۵۰ و ۱۹۶۰ میلادی توسعه یافتند و در دهه‌های ۱۹۸۰ و ۱۹۹۰ به‌طور گسترده مورد استفاده قرار گرفتند، تا اینکه جای خود را به تلفن‌های همراه دادند، اکنون در موارد خاص استفاده می‌شوند.

## انفجار هزاران پیجر در لبنان و سوریه (۲۰۲۴)
۲۷ شهریور ۱۴۰۳ ساعت حوالی ۱۴ به وقت محلی هزاران پیجر در لبنان و سوریه بر اثر انفجار باتری لیتیومی منفجر شد و باعث آسیب به بیش از ۳۰۰۰ نفر و کشته شدن دست کم ۹ نفر شد. در میان آسیب دیدگان و کشته شدگان کودکان نیز دیده می‌شوند. اغلب استفاده‌کنندگان از پیجر از اعضای حزب‌الله لبنان بودند و از اسرائیل به عنوان متهم اصلی نام برده شده است. بسیاری از غیر نظامیان نیز بر اثر انفجار پیجر در اطرافشان آسیب دیدند. فرار گرمایی پس از هک شدن از عوامل احتمالی انفجار ذکر شده است.

## تاریخچه
اولین تلفن سیستم پیجر در سال ۱۹۴۹ توسط آلفرد جی گراس طراحی شد.
یکی از اولین خدمات پیجینگ عملی در سال ۱۹۵۰ برای پزشکان در شهر نیویورک راه اندازی شد. پزشکان ۱۲ دلار در ماه برای این سرویس پرداخت می‌کردند و یک پیجر ۲۰۰ گرمی (۷ اونس) حمل می‌کردند که پیام‌های تلفنی را در ۴۰ کیلومتری (۲۵ مایلی) یک برج فرستنده دریافت می‌کرد. این سیستم توسط شرکت Reevesound ساخته شده و توسط Telanswerphone اداره می‌شود. در سال ۱۹۶۰، جان فرانسیس میچل عناصر ترکیبی از موتورولا واکی تاکی و فناوری‌های رادیویی خودرو برای ایجاد اولین پیجر ترانزیستوری استفاده کرد و از آن زمان، فناوری پیجینگ به پیشرفت خود ادامه داد و پذیرش پیجر در بین پرسنل اورژانس تا ژوئیه ۲۰۱۶ همچنان محبوب بود.
در سال ۱۹۶۲، سیستم بل، انحصار تلفن ایالات متحده، سیستم صفحه بندی رادیویی بِل بوی خود را در نمایشگاه جهانی سیاتل ارائه کرد. بِل بوی اولین سیستم تجاری برای پیجینگ شخصی بود. همچنین یکی از اولین برنامه‌های کاربردی مصرف‌کننده را نشان داد ترانزیستور (اختراع شده توسط آزمایشگاه بل در سال ۱۹۴۷)، که برای آن سه مخترع آزمایشگاه بل جایزه نوبل فیزیک را در سال ۱۹۵۶ دریافت کردند. مدار حالت جامد پیجر بِل بوی را به اندازه یک دستگاه کنترل از راه دور تلویزیون کوچک قادر می‌سازد تا در جیب یا کیف مشتری قرار گیرد که در آن زمان یک شاهکار بود. بِل بوی ترمینالی بود که وقتی کسی می‌خواست با او تماس بگیرد به کاربر اطلاع می‌داد. هنگامی که فرد یک سیگنال صوتی (وزوز) روی پیجر دریافت کرد، کاربر تلفنی پیدا کرد و با مرکز خدمات تماس گرفت که پیام تماس گیرنده را به کاربر اطلاع داد.
در اواسط دهه ۱۹۸۰، صفحه بندی رادیویی تن و صدا در میان امدادگران اورژانس و متخصصان محبوب شد. پیجرهای تن و صدا یا توسط یک ایستگاه پایه محلی یا از طریق شماره تلفنی که به هر پیجر اختصاص داده شده بود فعال می‌شدند. در دهه ۱۹۹۰، پیجرها به عنوان یک جایگزین ارزان‌تر، کوچکتر و قابل اعتمادتر در بین عموم مردم محبوب شدند تلفن‌های همراه. پیجرهای رادیویی (بل سیستم بل بوی) هر کدام از سه صفحه استفاده می‌کردند گیرنده نی رله‌ها، هر رله روی یکی از ۳۳ فرکانس مختلف تنظیم می‌شوند و زمانی که هر سه رله همزمان فعال می‌شوند، به‌طور انتخابی به یک مشتری خاص زنگ می‌زنند.
با کاهش قیمت تلفن‌های همراه، تلفن‌های کوچک مانند موتورولا استارتک و نوکیا سری ۴۰ خط وارد بازار شد و اتصال سلولی گسترش یافت و تلفن‌های دیجیتال به کار گرفته شدند پیامک زدناکثر مشتریان پیجر خارج از زمینه‌های تخصصی در اواخر دهه ۱۹۹۰ به تلفن‌های همراه مهاجرت کردند. در حالی که موتورولا پایان تولید پیجر جدید خود را در سال ۲۰۰۱ اعلام کرد، پیجرها همچنان در مجتمع‌های بزرگ بیمارستانی مورد استفاده قرار می‌گرفتند. اولین پاسخ دهندگان در مناطق روستایی با پوشش سلولی ناکافی اغلب پیجر صادر می‌شوند.
را بمب‌گذاری ۲۰۰۵ لندن منجر به اضافه بار شد تترا سیستمهای خدمات اضطراری نشان دادند که پیجرها، با عدم نیاز به ارسال تأییدیه قبل از نشان دادن پیام، و قابلیت مربوط به کار در سطوح سیگنال بسیار پایین، کاملاً از جانشینان خود پیشی نمی‌گیرند. آتش نشانان داوطلب، امدادگران ای ام اس و اعضای گروه نجات معمولاً پیجرهایی را حمل می‌کنند تا آنها را از تماس‌های اضطراری برای بخش خود آگاه کنند. این پیجرها صدای خاصی را از فرکانس رادیویی آتش‌نشانی دریافت می‌کنند.